# ジュメイラ

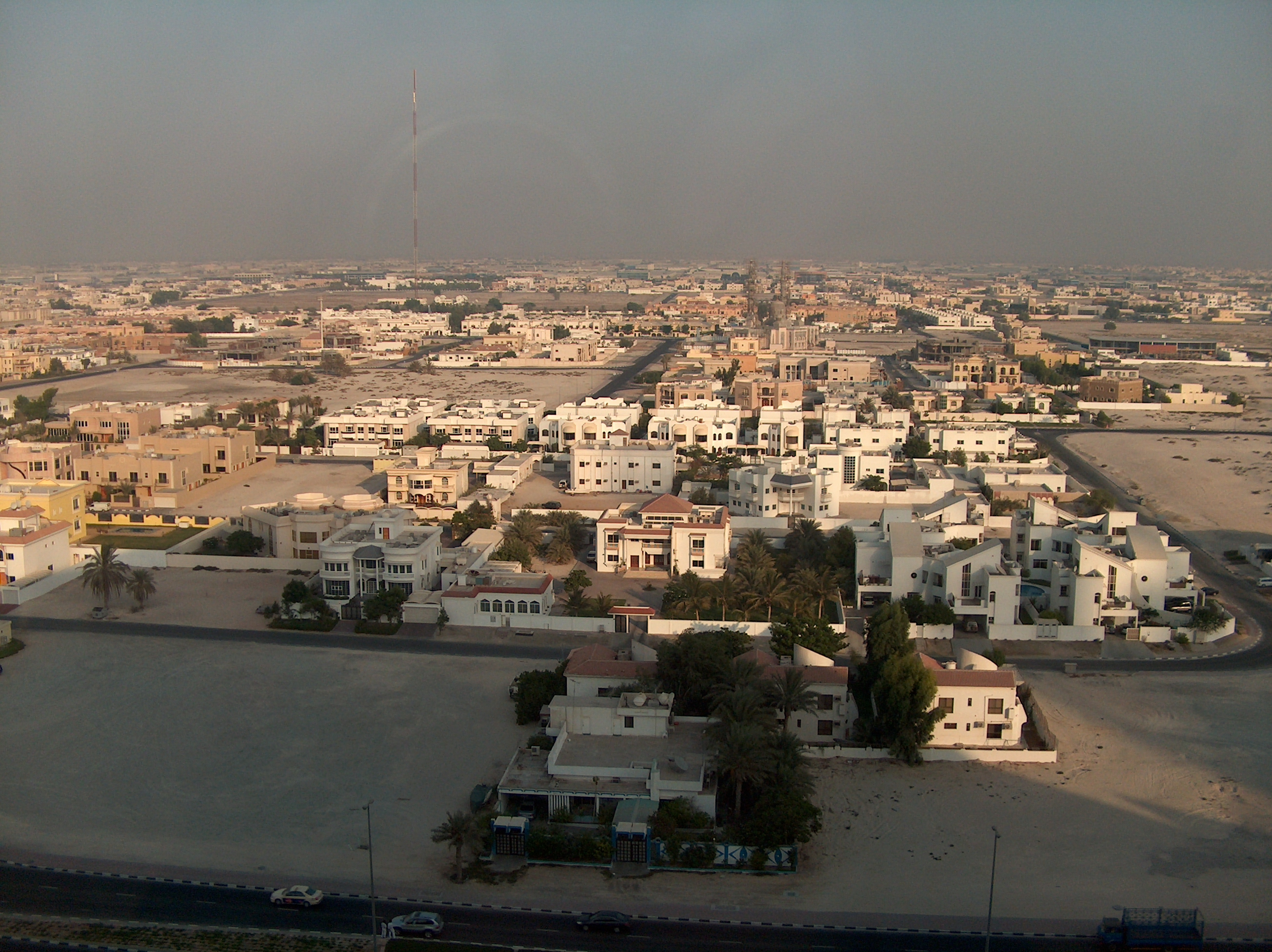
ジュメイラ全景

ジュメイラ(Jumeirah、アラビア語: جميرا)は アラブ首長国連邦・ドバイの浜辺に沿った居住地域。

## 概要
ジュメイラ地区には低層から高層の瀟洒なヴィラが立ち並び、多様な建築様式の家屋が見られる。この地域にはアラブ首長国連邦で働く西洋人が大勢居住。ドバイを訪問する観光客たちには、高級ホテルやビーチでよく知られた地域でもある。
歴史的に、ジュメイラ地域に住んだアラブ人は漁師、真珠採取のダイバー、商人たちだった。1960年代以後、ドバイの外国人居住地域となったが、1995年以後、この地域でも住宅が多く開発され、ドバイで最上流層たちが住む地域との評価を受けている。
"ジュメイラ"という名前がブランドとなり "高価/高級" のイメージを出すのに使われ、ドバイ王家では彼らの上級ホテルチェーンに "ジュメイラ"という名付けた。(公式名称は "ジュメイラ・インターナショナル")
超高級ホテルのブルジュ・アル・アラブを初め、ジュメイラ・ビーチ・ホテルや、マディナ・ジュメイラ(Madinat Jumeriah)などの高級ホテルが連なる。マディナ・ジュメイラは、ハイセンスなショッピングモール、3つの5つ星ホテル、ヴィラなどを含む「アラブ式接待場」といえる。
ドバイマリーナ、パーム・アイランドなど再開発地にジュメイラの一部富裕層は移住したりもしているが、ジュメイラ地域は未だドバイで一番富裕で排他的な地域である。
ドバイの中でも特に有名なモスクの一つであるジュメイラ・モスクもこの地域にある。

## 地名の由来
ジュメイラはドバイ首長国の地名で、文語アラビア語（正則アラビア語、フスハー）ではジュマイラー（アラビア語：جميرا, Jumayrā ないしは Jumairā）、口語アラビア語（アーンミーヤ、現地方言）ではJumeira（ジュメイラ）と呼ばれている。
地名の由来は
- 名詞「ジャムル」（アラビア語：جمر, jamr, ジャムル , 「燃えている炭、明るく輝きパチパチしている炭」の意[3]）の縮小名詞語形で、同地区の砂が直射日光で熱せられ炭のように熱く感じられたことからつけられた。
- 名詞「ジャムラ」（アラビア語：قمرة, 文語アラビア語発音：qamarah ないしは qamara(カマラ), 口語アラビア語（アーンミーヤ、現地方言）発音：jamrah ないしは jamra(ジャムラ), 「月光、月明かり」の意[4]）の縮小名詞語形で、同地の砂が白く、夜になると月の光のような色で白くきらめいて見えたことからつけられた。

などとされている。